# TV Cidade (São Luís)
TV Cidade Record é uma emissora de televisão brasileira sediada em São Luís, capital do estado do Maranhão. Opera no canal 6.1 (36 UHF digital), e faz parte do quadro de afiliadas da Record. Pertence ao Grupo Cidade de Comunicação, do qual também fazem parte a Cidade FM e o portal SuaCidade.com.

## História

### Antecedentes
Em 1977, o MiniCom lança uma concorrência para uma nova emissora de TV em São Luís, onde participaram o Grupo Vieira da Silva, do então deputado federal pela ARENA, Raimundo Lisboa Vieira da Silva, e o Sistema Verdes Mares, do empresário cearense Edson Queiroz. Paralelamente ligado à família Sarney, e tendo inclusive apoiado a candidatura de João Castelo para governador do Maranhão em 1978, Vieira da Silva, que já era proprietário da Companhia Telefônica do Maranhão (COTEMA) desde a década de 1960 e havia adquirido recentemente a Rádio Ribamar (hoje Rádio Capital) de Gérson Tavares, buscava favorecimento político para conseguir a concessão. Em 15 de maio de 1979, o Grupo Vieira da Silva venceu a concorrência, e anunciou que colocaria a emissora no ar em até 12 meses, o que acabou não ocorrendo.

### TV Ribamar (1981-1993)

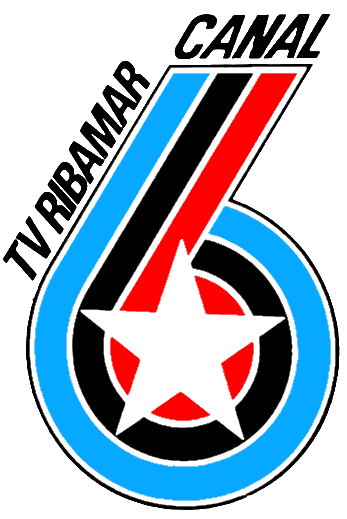
Logotipo da emissora entre 1981 e 1993, quando se chamava TV Ribamar. O esquema de cores era similar ao da bandeira do estado do Maranhão.

A TV Ribamar foi oficialmente fundada por Raimundo Vieira da Silva em 8 de setembro de 1981, data do aniversário de 369 anos da cidade de São Luís, através do canal 6 VHF. Tendo como afiliação a Rede Bandeirantes, era a segunda emissora comercial da cidade, que até então só possuía a TV Difusora (afiliada a Rede Globo) e a TVE Maranhão, pertencente ao governo estadual. Até 1986, ano em que a TV Mirante iniciou suas transmissões experimentais, a emissora também era uma das afiliadas da Rede Bandeirantes que transmitia aos domingos o Programa Silvio Santos, produzido pelo SBT, no lugar do Show do Esporte.
Em 1985, frente aos altos custos de se manter uma emissora de TV, Vieira da Silva buscou empréstimos em ienes e também financiamentos com o Banco do Brasil e o Banco do Nordeste para sanar as dívidas da emissora. No entanto, acabou acumulando mais dívidas, e sem ter como quitar os débitos, negociou a venda de 50% das ações da emissora e das demais empresas do atual Grupo Cidade de Comunicação com o então governador do estado, Luiz Rocha. Rocha só viria tomar parte das suas ações em 1989, tendo neste meio-tempo passado elas para Luís Pires, um empresário laranja tocantinense, pois não teria como justificar os recursos financeiros utilizados para comprar 50% das ações, sendo governador.

### TV Cidade (1993-presente)

Logotipo utilizado pela emissora durante a década de 1990

Em 8 de setembro de 1993, 12 anos após sua fundação, a emissora passa a se chamar TV Cidade, ao mesmo tempo em que sua co-irmã Cidade FM completava 10 anos de fundação. Durante a década de 1990, a emissora investe em novos equipamentos e na melhoria da qualidade do sinal, ampliando sua cobertura para mais municípios do norte do estado.
Em 2000, após quase 19 anos de afiliação com a Rede Bandeirantes, os proprietários da emissora começam a negociar afiliação com a Rede Record, que por sua vez era retransmitida pela TV São Luís desde 1997, e não estava satisfeita com o desempenho da afiliada. À medida em que a TV Cidade e a Band não renovam contrato, a emissora assina com a Record, mesmo já havendo a TV São Luís de afiliada, e a partir daí se inicia uma disputa entre as duas emissoras pelo sinal da rede paulistana. Na madrugada de 13 de agosto, findado o contrato, a Rede Bandeirantes passa a ter seu sinal retransmitido pela TV Praia Grande, e a TV Cidade, ainda no impasse com a TV São Luís, acaba saindo do ar por não haver uma rede de televisão para transmitir. A Rede Record liberou então o sinal da Rede Mulher para que o canal pudesse restabelecer suas transmissões até que se resolvesse o impasse.
Em 1.º de setembro, após 20 dias fora do ar, a TV Cidade retomou suas transmissões com o sinal da Rede Mulher. Os proprietários, porém, anunciavam que a afiliação seria provisória, pois não viam na Rede Mulher uma emissora competitiva, devido ao excesso de programas da Igreja Universal do Reino de Deus e também pela programação própria que não dava audiência. Em 20 de novembro, a emissora passou a retransmitir a RedeTV!, que dois meses antes era retransmitida pela TV Praia Grande.
Em 2001, além da disputa com a TV São Luís, começam a haver também problemas administrativos na TV Cidade e no Grupo Cidade de Comunicação. Luiz Rocha, sócio da emissora desde 1985, morre em 8 de março aos 63 anos, e sua esposa Terezinha Rocha e o filho Roberto Rocha assumem as suas cotas. Algumas semanas depois, com a morte de Maria do Rosário, esposa de Raimundo Vieira da Silva e também acionista da TV Cidade, os irmãos Marco Antônio, Fabiano e Paulo Sérgio começam a se desentender com o pai pelo controle do grupo, e acabam indo à justiça para tentar interditar-lo sob a alegação de que ele não podia tomar conta da empresa em razão da sua saúde. Em 2002, após uma confusão entre ambos dentro da sede da TV Cidade, os funcionários tiram a emissora do ar por algumas horas como forma de protesto e também denúncia pelo seu sucateamento.
Vieira da Silva então procura o auxílio da família Rocha para administrar a empresa. Terezinha Rocha e Roberto Rocha, os herdeiros do espólio de 50% que cabia a Luiz Rocha, são legalizados como os novos sócios, após terem negociado também mais 25% da ações, enquanto os filhos de Vieira da Silva entram na justiça exigindo reintegração de posse, por alegarem que havia uma decisão de partilha previamente elaborada declarando que possuíam direto à 50% das ações da emissora, e ganharam a causa. Já em 2003, após se reconciliar com os filhos, Vieira da Silva volta atrás na sua decisão de venda de 25% das cotas, e entra na justiça para anular a divisão feita com a família Rocha em 2002. Após conseguir a anulação, a TV Cidade e as demais empresas do Grupo Cidade de Comunicação voltaram a ficar divididas meio-a-meio entre os Vieira da Silva e os Rocha, tendo cada um 50% das ações.
Na madrugada de 1.º de abril de 2004, a TV Cidade deixava de transmitir a programação da RedeTV! e passava a ser a nova afiliada da Rede Record, ao mesmo tempo em que a TV São Luís passava a retransmitir a RedeTV! com o fim do seu contrato com a rede de Edir Macedo. A partir daí, a emissora que já se encontrava sucateada e com poucos investimentos começa a se reerguer, com a instalação de um novo transmissor, que permitiu a expansão da sua área de cobertura e a compra de novos equipamentos, além da reformulação e estreia de novos programas na segunda metade da década.

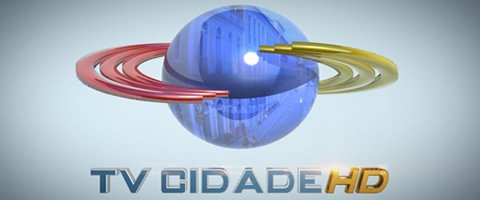
Logotipo utilizado pela emissora até 2011

Em 30 de julho de 2007, Raimundo Vieira da Silva morre aos 85 anos, e seus filhos assumem o controle acionário do Grupo Cidade de Comunicação, sendo Marco Antônio Vieira da Silva o novo presidente, e Fabiano e Paulo Sérgio, respectivamente, vice-presidente e diretor de televisão. Neste mesmo ano, a TV Cidade inicia sua expansão para o interior do estado, com a implantação de retransmissoras via satélite e a parceria com outras emissoras. Em 8 de setembro, a emissora coloca no ar seu website, que no ano de 2011, passou a se chamar SuaCidade.com. Nesse mesmo ano, em comemoração aos seus 30 anos, reformula sua identidade visual, passando a adotar um novo logotipo.

## Sinal digital

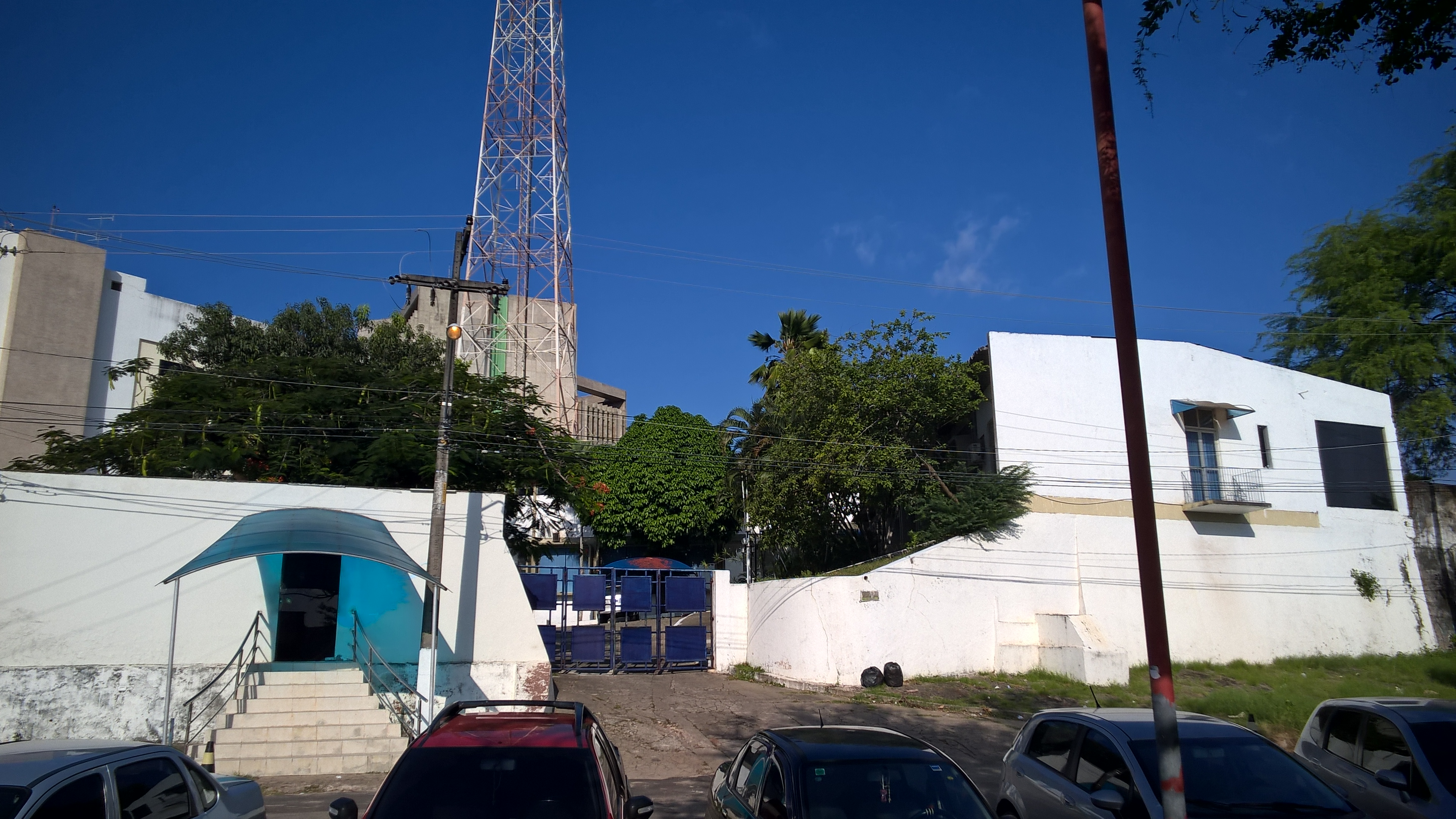
Sede da emissora, no Parque do Bom Menino, em 2015

Em 9 de agosto de 2021, em parceria com a prefeitura de São José de Ribamar, a emissora colocou no ar o Canal Ligados, através do subcanal 6.2, para a transmissão de teleaulas e outros conteúdos didáticos aos alunos da rede municipal de ensino que ficaram sem ir para a escola em função da pandemia de COVID-19.
Transição para o sinal digital
Com base no decreto federal de transição das emissoras de TV brasileiras do sinal analógico para o digital, a TV Cidade, bem como as outras emissoras de São Luís e região metropolitana, cessou suas transmissões pelo canal 6 VHF em 28 de março de 2018, seguindo o cronograma oficial da ANATEL. A emissora encerrou as transmissões às 23h59, durante o Dancing Brasil. Foi um exibido um vídeo institucional da ABRATEL apresentado por Fábio Porchat, sendo após alguns instantes com a imagem frisada inserido o slide do MCTIC e da ANATEL sobre o switch-off.

### Jornalismo
Em 27 de fevereiro de 2009, o Comando Cidade deixa de ir ao ar na emissora, após o apresentador Rodolpho Oliveira transferir-se para a TV Maranhense. O horário do programa passa então a ser ocupado temporariamente pelos programas da Igreja Universal do Reino de Deus até 2 de março, quando reestreou o jornalístico Cidade Aberta. Porém, devido a vários fatos controversos, sendo o principal deles as críticas dos apresentadores a gestão do governador Jackson Lago, que terminou cassado em 16 de abril, o programa deixou de ir ao ar dois meses depois.
Em 2011, Lorena Amorim e Emanoel Pascoal passaram a apresentar o Fala Maranhão com a ida de Olavo Sampaio para a TV Difusora. Já o Jornal da Cidade passou a ser ancorado por Ailton Nunes, após Daniela Bandeira ser contratada pela TV Guará. Em novembro, Osvaldo Maia é demitido da emissora devido a pressões políticas em razão do apoio do apresentador a greve dos membros da Polícia Militar e do Corpo de Bombeiros. Com isso, Sérgio Murilo assumiu temporariamente a apresentação do Qual é a Bronca?, até que em 16 de janeiro de 2012, Jeisael Marx passou a apresentar o programa.
Neste ano, o jornalismo da emissora sofre novas reformulações, com a saída do diretor de jornalismo Natanael Júnior (demitido em razão da controvérsia do Metal Open Air) para a entrada de Glauce Telles. Emanoel Pascoal deixa seu posto no Fala Maranhão para Vinicius Oliveira, que passa a ancorar o telejornal com Lorena Amorim. Em 13 de agosto, o Fala Maranhão e o Balanço Geral ganham novas vinhetas e pacotes gráficos, e estreia o boletim jornalístico Plantão SuaCidade.com, apresentado por Markos Martins. Em 2013, Vinicius Oliveira deixa o comando do Fala Maranhão para Lisiane Martins, que posteriormente torna-se a única apresentadora do telejornal com a saída de Lorena Amorim.
Em 2015, com a crise financeira que afetou a emissora, a TV Cidade sofre várias baixas, inclusive no setor jornalístico. Sérgio Murilo, apresentador do Balanço Geral desde 2008 e o diretor do programa, Denilton Neves, deixam a emissora e migram para a TV Guará. Sérgio Fernandes, que fazia as reportagens externas do programa torna-se o titular. A direção de jornalismo da emissora passa a ser de Maira Cristine Schneider, com a saída de Glauce Telles. Em 11 de maio, os programas matutinos da emissora sofrem redução na sua duração para abrir espaço para o Balanço Geral Manhã, porém dois dias depois a TV Cidade desiste das alterações e deixa de veicular o programa.
Em 29 de fevereiro de 2016, Davi Araújo passa a apresentar o Fala Maranhão no lugar de Lisiane Martins, enquanto Ailton Nunes deixa o comando do Jornal da Cidade e passa a apresentar o Balanço Geral no lugar de Sérgio Fernandes, tendo seu posto assumido por Markos Martins. Em 22 de abril, Jeisael Marx deixa a apresentação do Qual é a Bronca? para o interino Max Márcio, após ser contratado pela TV Difusora. Em 2 de maio, a emissora promove novas alterações no jornalismo, com a ida de Ailton Nunes para o Qual é a Bronca? e o retorno de Sérgio Murilo para o Balanço Geral, que ganha um novo cenário e pacotes gráficos.
Em setembro de 2018, Davi Araújo deixou a apresentação do Fala Maranhão para Maira Cristine Schneider, que acumulou a apresentação do telejornal com a direção de jornalismo. Davi passou a se alternar com Markos Martins na apresentação do Jornal da Cidade, até ficar fixo na bancada a partir de 10 de dezembro. Em 17 de dezembro, Markos Martins passou a apresentar o Cidade Alerta MA, versão local do jornalístico da RecordTV. Em meados de 2020, Maira Cristine Schneider deixou a apresentação do Fala Maranhão, sendo substituída por Gabriela Almeida.
Em 17 de maio de 2021, o Esporte Cidade, que até então ia ao ar como um quadro do Balanço Geral, torna-se uma atração independente, antecedendo o programa, com a apresentação de Anderson Birino. No mesmo ano, a emissora começa a exibir durante os intervalos, o boletim JC 24h, inspirado nos boletins do Jornal da Record exibidos pela rede.
Com a padronização exigida pela rede, em 7 de março de 2022, após mais de 12 anos no ar, o Qual é a Bronca? e o Fala Maranhão foram substituídos pelo Balanço Geral Manhã, sob a apresentação de Ailton Nunes. Em 9 de maio, foi a vez do Balanço Geral ter a sua duração ampliada, de modo que o Esporte Cidade voltou a ser um quadro do programa, bem como o espaço que era arrendado pela Igreja Universal do Reino de Deus há cerca de 18 anos no início da tarde, a exemplo de outras filiais e afiliadas da Record pelo país.
Em 2 de setembro, Davi Araújo deixou a apresentação do Jornal da Cidade após ser contratado pela TV Mirante, onde passou a atuar como repórter. Em seu lugar, assumiu a jornalista Gabriela Almeida, que deixou a co-apresentação do Balanço Geral Manhã para Samya Portela, vinda da Mais FM. Em 21 de outubro, Sérgio Murilo encerrou sua segunda passagem pela TV Cidade após acertar sua ida para a TV Difusora, e o Balanço Geral passou a ser apresentado por Ailton Nunes, que conciliou a apresentação das duas edições do programa até 14 de novembro, quando Odair Júnior, vindo da TV Difusora, assumiu a versão matinal. No entanto, em 29 de novembro, apenas duas semanas depois de ter estreado, Odair deixou a TV Cidade após desentendimentos nos bastidores, e Samya Portela passou a apresentar o Balanço Geral Manhã sozinha.

### Entretenimento
A emissora produziu vários programas locais desde sua fundação, sendo um dos primeiros deles o programa Zé Cirilo na TV, feito pelo colunista social Zé Cirilo, que ficou no ar de 1982 até 1997, quando o apresentador migrou para a TV Difusora. Zé Cirilo foi responsável por promover, durante mais de uma década, o concurso Garota Praia Brasil, que ganhou destaque nacional em 1994, através do programa Flash, apresentado por Amaury Jr. na Rede Bandeirantes, que veio até São Luís para cobrir o evento.
Em 1984, a emissora foi pioneira ao exibir pela primeira vez um programa sobre a vida boêmia de São Luís, o Zoom Zoom Noturno, apresentado por Luís Fernando Pinto. A ideia para o programa havia surgido após a cobertura do carnaval local, como um espécie de paralelo entre as festas da alta sociedade, destaque nos programas de colunismo social da época, e as festas do povão nos bares e nos clubes da periferia, que eram geralmente relegadas ao ostracismo. O programa no entanto era criticado por setores conservadores da sociedade por conta do seu conteúdo, em especial o show de encerramento, que era de uma dançarina fazendo um strip-tease na boate "La Maison", conhecida casa noturna da capital. Após fazer história na emissora, o Zoom Zoom Noturno foi exibido posteriormente em outros canais, como a TV Difusora e a TV Tropical.
Na década de 1990, novas atrações entraram para a grade, como o Ilha Reggae, apresentado por Luís Fernando, o primeiro programa da TV maranhense com foco exclusivo no ritmo musical que há anos vinha ganhando espaço na cultura local, exibindo videoclipes e promovendo festas pela capital. Após o Ilha Reggae migrar para a TV Difusora, surgiu em 1995, seguindo a mesma temática, o África Brasil Caribe, apresentado por Ademar Danilo, radialista e importante influenciador do movimento reggae em São Luís, reeditado posteriormente em outras emissoras. No mesmo ano, também passou a ser exibido pela TV Cidade o MATV, revista eletrônica comandada por José Raimundo Rodrigues, ficando no ar até 1997, quando retornou para a TV Difusora.
Em 1996, estreia o programa musical Caras & Bocas, que promovia semanalmente shows em escolas públicas e particulares da capital, e que foi responsável por lançar ao estrelato várias bandas locais como SambaCeuma, Daphne, Paul Time, entre outros. Em 1997, vindo da TV Difusora, estreia o Beto Mania Show, apresentado pelo cantor Beto Douglas. Em fevereiro de 1999, estreou o programa de variedades Etcetera, exibido de segunda a sexta, ficando no ar até outubro de 2000. Nesse mesmo ano, também passou a ser exibido o Reggae Show, ficando no ar até 2004. Outras atrações como Bom Dia Negócios e Edna Mazoro Mulher, exibidos aos fins de semana, também fizeram parte da programação neste período.
Em meados dos anos 2000, passou a ir ao ar aos domingos o programa Entrevista... com Moreira Serra, que era apresentado pelo jurista Moreira Serra Júnior, filho do célebre apresentador Moreira Serra, morto em 1998. A atração era um talk show que recebia principalmente convidados da área jurídica, e ficou no ar até 2021, quando Moreira passou a apresentar uma atração similar na Band Maranhão. Em 2006, estreia o programa TV Kamaleão, apresentado por Péricles Cintra e Petrus Cintra, e o humorístico A Tarde é Nossa com o elenco da peça teatral "Uma Linda Quase Mulher", até então exibido na TV São Luís, migra para a TV Cidade. Neste mesmo ano, o Caras & Bocas deixa a programação. Em 2009, estreou o programa de variedades Sucesso, apresentado por Rejany Braga nas manhãs de domingo.
Em abril de 2012, o programa humorístico TV Kamaleão deixa a programação, migrando para a TV Maranhense seis meses depois. Em 13 de agosto, a emissora estreou o ChegAí, programa de variedades apresentado por Carol Carvalho, vinda da TV Difusora, e passou a ir ao ar durante a programação o boletim De Olho no Português, com dicas sobre a língua portuguesa ensinadas pelo professor Jáder Cavalcante.
Em 8 de abril de 2013, a blogueira de moda Danielle Bacelar passa a fazer parte do ChegAí, comandando o quadro "Cidade Fashion", após deixar o seu antigo programa na TV Maranhense. Em 27 de julho, a TV Kamaleão volta a ir ao ar na TV Cidade após a equipe do programa deixar a TV Maranhense em razão de atrasos salariais. Em 15 de dezembro, estreou aos domingos o programa Negócios & Cia., apresentado por Laércio de Souza Jr.
Em 17 de março de 2018, estrearam aos sábados os programas CRM na TV (vindo da TV Guará), apresentado por Davi Araújo, destinado a entrevistas na área da medicina, e Car Show, apresentado por Adriano Silper, sendo que este último foi ao ar por apenas um dia. Em 7 de setembro de 2019, estreou o Programa do Scherr, programa de auditório apresentado por Felipe Scherr, voltado a entrevistas, matérias e quadros de entretenimento. Cerca de um mês depois, a atração foi extinta após o escândalo envolvendo o namorado de Felipe Scherr, Roniel Cardoso dos Santos, que foi preso em uma operação policial acusado de chefiar um esquema de pirâmide financeira em vários estados do país.
Em março de 2020, o ChegAí foi suspenso da grade da TV Cidade para que a apresentadora Carol Carvalho pudesse tratar de problemas pessoais, sendo oficialmente cancelado em 11 de novembro de 2021, após mais de um ano fora do ar. No lugar, a emissora passou a exibir o quadro de fofocas "A Hora da Venenosa", transmitido pelo Balanço Geral de São Paulo, que ao fim de 2020, foi substituído por uma extensão do Balanço Geral MA. Posteriormente, o Balanço Geral MA passou a produzir a sua própria versão do quadro, apresentado pela drag queen Dominica.

## Controvérsias

### Uso para fins políticos
Por diversas vezes desde a sua fundação, os proprietários da emissora a utilizaram para fins políticos, como forma de defender seus interesses assim como várias outras emissoras do estado. Em 29 de dezembro de 1985, o prefeito de São Luís, Mauro Fecury, acusou a emissora e o periódico Jornal de Hoje, ambos ligados ao PDS da prefeita eleita Gardênia Gonçalves (aliada política de Raimundo Vieira da Silva e Luiz Rocha) de serem responsáveis pelo tumulto que os servidores municipais promoveram no Palácio de La Ravardière, após divulgarem que a prefeitura havia pagado o salário de dezembro e o 13.º salário, sem no entanto isto ter acontecido.
Em outubro de 1989, em meio a corrida presidencial, a emissora protagonizou novas polêmicas. Seu proprietário Marco Antônio Vieira da Silva declarou publicamente durante o Cidade Aberta que votaria em Fernando Collor (PRN) para presidente, e que a proposta da TV Ribamar era exibir ao vivo todos os comícios dos candidatos a presidência em São Luís, o que não foi cumprido quando a emissora deixou de exibir em setembro passado um comício realizado por Luiz Inácio Lula da Silva (PT). Na mesma semana, em 7 de outubro, a emissora transmitiu ao vivo por 148 minutos o comício de Collor, deixando de levar ao ar inclusive a edição do Jornal Bandeirantes e parte do horário eleitoral gratuito, que é de transmissão obrigatória. Vieira da Silva enaltecia o candidato durante a transmissão e reforçava que "o Maranhão nunca havia visto uma expressão popular tão forte como essa". Isso levou o Tribunal Regional Eleitoral a analisar a transmissão para decidir se iria interpelar a emissora por proselitismo político.
Em dezembro do mesmo ano, já às vésperas do segundo turno entre Collor e Lula, o apresentador Jairzinho da Silva, que também era deputado federal do mesmo partido de Collor, o PRN, declarou que "comunista come criancinha, sim. E de preferência os bebês, que tem a carne mais mole", em tom de ataque a ideologia política de Lula e seu partido. Por conta disso, em 15 de dezembro o TRE-MA decidiu lacrar os transmissores da TV Ribamar por quatro dias como penalização por fazer campanha pró-Collor.

### Metal Open Air
Em 2012, a TV Cidade tornou-se a emissora oficial do festival de rock Metal Open Air, promovido pela Lamparina Produções, do diretor de jornalismo da emissora Natanael Júnior, e pela Negri Concerts de Felipe Negri. O evento, que foi realizado entre 20 e 22 de abril daquele ano, acabou marcado por vários problemas de infraestrutura e também pelo cancelamento da maioria das apresentações que iriam acontecer. A TV Cidade e os veículos do Grupo Cidade de Comunicação, no entanto, omitiram os inúmeros problemas que ocorreram, se restringindo a mostrar apenas as bandas que se apresentaram. A polêmica do festival acabou custando o cargo de diretor de jornalismo de Natanael Júnior, que foi demitido e substituído por Glauce Telles.